# Billie's Baby
Billie's Baby est un film muet américain réalisé par Frank Lloyd et sorti en 1915.

## Fiche technique
- Titre : Billie's Baby
- Réalisation : Frank Lloyd
- Scénario : G.E. Jenks
- Production : Carl Laemmle pour Universal Film Manufacturing Company
- Genre : Comédie
- Date de sortie : 
  - États-Unis : 4 juillet 1915

## Distribution
- Peggy Hart
- Marc Robbins
- Millard K. Wilson
- Irma Sorter